# Oporeț, Skole
Oporeț (în ucraineană Опорець) este o comună în raionul Skole, regiunea Liov, Ucraina, formată numai din satul de reședință.

## Demografie
Componența lingvistică a comunei Oporeț
     Ucraineană (99,52%)
     Alte limbi (0,29%)
Conform recensământului din 2001, majoritatea populației comunei Oporeț era vorbitoare de ucraineană (99,52%), existând în minoritate și vorbitori de alte limbi.